# Битва при Теншбре
Битва при Теншбре или битва при Теншебре (фр. Battaille de Tinchebray) — сражение между войсками английского короля Генриха I и нормандского герцога Роберта III Куртгёза, состоявшееся 28 сентября 1106 года у замка Теншбре в юго-западной Нормандии (современный департамент Орн). В результате победы английских войск герцог Роберт III был пленён, а Нормандия была завоёвана королём Англии, что привело к восстановлению единства англонормандской монархии, основанной Вильгельмом Завоевателем. Англия и Нормандия после битвы при Теншбре оставались объединёнными до 1204 года.

## Военные действия перед сражением
Сразу после того, как перед своей смертью в 1087 году Вильгельм Завоеватель разделил свои владения, оставив Нормандию старшему сыну Роберту Куртгёзу, а Англию — среднему Вильгельму II Руфусу, началась борьба за объединение этих государств. Идею объединения поддерживала значительная часть англонормандской аристократии, владеющей землями по обоим берегам Ла-Манша, а также многие города, стремившиеся к расширению торговых операций. Феодальная анархия, начавшаяся во время правления слабого Роберта Куртгёза в Нормандии, способствовала тому, что в поддержку объединения выступило и нормандское духовенство.
Борьба между Робертом и Вильгельмом II шла с переменным успехом. После смерти последнего в 1100 году королевский престол Англии захватил их младший брат Генрих I. Попытка Роберта в 1101 году воспользоваться восстанием английских баронов и свергнуть Генриха I не удалась. В то же время Генрих, укрепив своё положение в Англии, начал готовить вторжение в Нормандию. Предлогом для начала войны между братьями стало примирение герцога Роберта Куртгёза с Робертом Беллемским, бывшим графом Шрусбери, изгнанным из Англии за государственную измену. Кроме того, по сообщениям Вильяма Мальмсберийского, Генрих I взял на себя роль защитника нормандской церкви, страдавшей от притеснений со стороны самовластных баронов Нормандии, прежде всего Роберта Беллемского, при попустительстве герцога Роберта.
Заручившись поддержкой, в том числе и путём подкупа, духовенства, городов и значительной части нормандской аристократии (Вильгельм де Варенн, Роберт де Бомон и другие), Генриху I удалось также обеспечить нейтралитет или военную поддержку своей экспедиции со стороны соседних государств. Король Франции Людовик VI присутствовал на коронации Генриха в году и сохранял с Англией дружественные отношения. В 1101 году был заключён англо-фламандский договор, в соответствии с которым за ежегодную субсидию в размере 500 марок граф Роберт II предоставлял королю Англии 1000 вооружённых рыцарей. Аналогичные соглашения о предоставлении военных контингентов были достигнуты Генрихом I с графами Анжу, Мэна и Бретани. В результате герцог Роберт был лишён возможности набирать в свои войска солдат вне Нормандии и был вынужден рассчитывать только на силы своего домена и отряды своих сторонников, главными из которых оставались Роберт Беллемский и Вильгельм, граф де Мортен.
Военные действия начались в 1104 году. Генрих I посетил крепость Домфрон в Нормандии, принадлежащую ему по договору с Куртгёзом 1101 года, и разместил английские гарнизоны в замках своих сторонников. Королю также удалось вынудить герцога уступить ему графство Эврё как компенсацию за предоставление Куртгёзом убежища Роберту Беллемскому. На Страстную неделю 1105 года английские войска высадились в Барфлёре, на полуострове Котантен, в регионе, где позиции Генриха было наиболее сильными ещё с 1080-х годов. Щедро раздавая деньги, королю быстро удалось расширить своё влияние на большую часть территории Нижней Нормандии. Затем английские войска атаковали и захватили Байё и принудили к капитуляции Кан. Однако уход со своими частями Эли I, графа Мэна, существенно ослабил силы Генриха I и не позволил ему продолжить наступление на Руан. Положение также осложнило обострение конфликта из-за инвеституры между королём и архиепископом Ансельмом, потребовавшее возвращения Генриха I в Англию.
Тем временем герцог Роберт энергично пытался достичь компромисса с братом. Между ними состоялись переговоры в Фалезе, которые, однако, не принесли результата. Зимой 1105—1106 годов Роберт Куртгёз и Роберт Беллемский несколько раз посетили Англию, стремясь добиться мира, но Генрих I отказался идти на уступки.

## Диспозиция и ход битвы

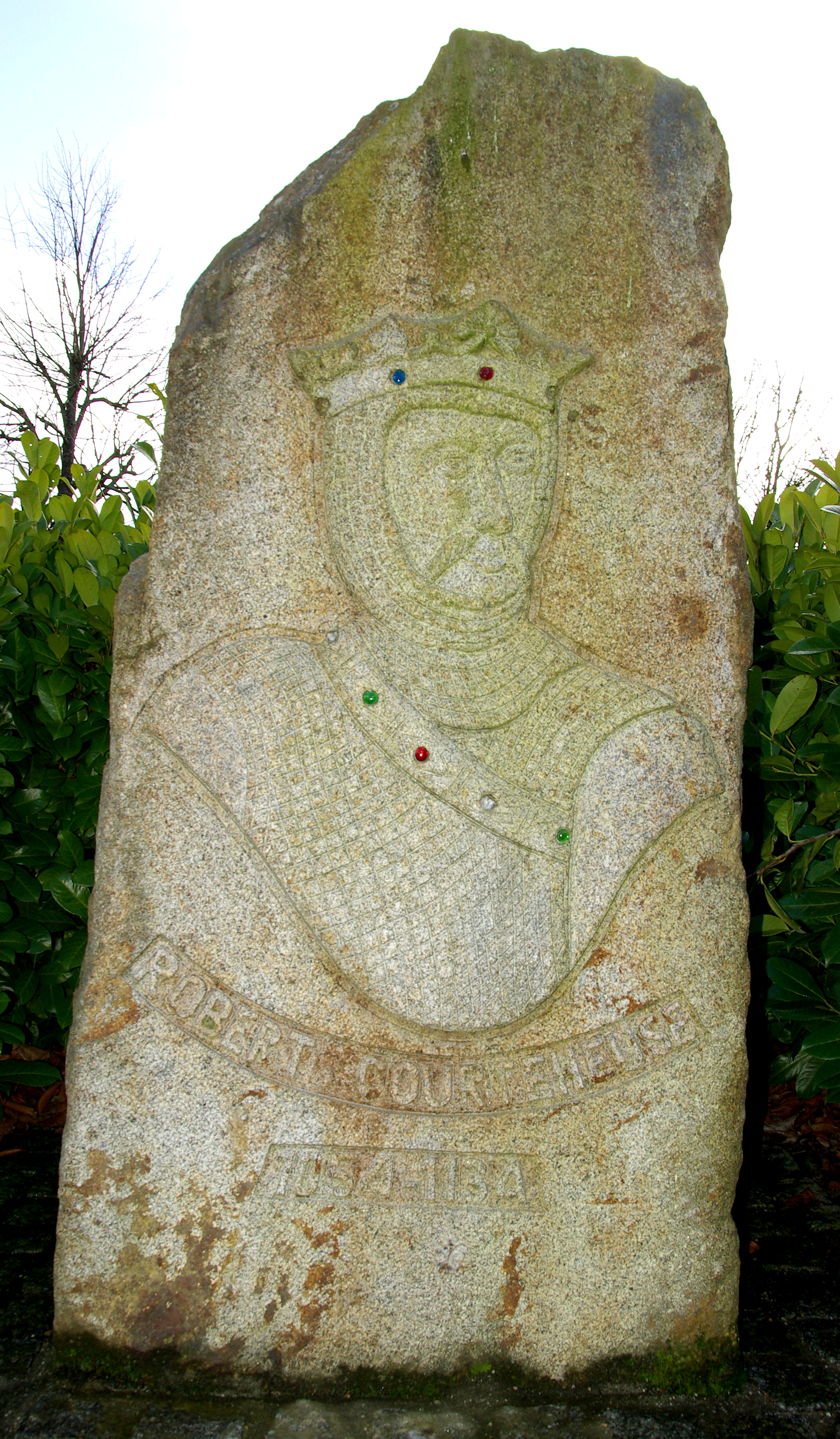
Памятник Роберту Куртгёзу на месте его поражения и пленения в Теншбре

Летом 1106 года войска Генриха I вновь перешли в наступление. Захватив монастырь Сен-Пьер-сюр-Див недалеко от Фалеза, английская армия повернула на юг и осадила замок Теншбре, расположенный на границе графства Мортен в юго-западной Нормандии. В замке находились отряды Вильгельма де Мортена, одного из немногих крупных аристократов, сохранивших верность герцогу Роберту. На помощь осаждённым двинулась основная нормандская армия, под руководством Роберта Куртгёза, Роберта Беллемского и Вильгельма де Мортена. 28 сентября 1106 года, ровно через сорок лет после начала нормандского завоевания Англии, у стен Теншбре состоялась решающая битва.
Силы сторон в сражении при Теншбре были неравны. Подавляющее численное превосходство принадлежало армии Генриха I, в войсках которого помимо англонормандских рыцарей (Роберт де Бомон, Вильгельм де Варенн, Вильгельм д’Эврё, Ранульф де Байё, Рауль де Тосни и другие), присутствовали отряды из Бретани и Мэна. Армия Генриха I была построена в три колонны, возглавляемыми Ранульфом де Байё, Робертом де Бомоном и Вильгельмом де Варенном. В укрытии находились отряды Эли I, графа Мэна, и Алена IV, герцога Бретани. Авангардом армии герцога Роберта Куртгёза командовал Вильгельм де Мортен, а в арьергарде находились солдаты Роберта Беллемского.
Для сражения большинство рыцарей с обеих сторон, в том числе король Генрих I и герцог Роберт, спешились, чтобы придать стабильность своим рядам. Атаку начал отряд Вильгельма де Мортена, который обрушился на первые ряды королевской армии и вскоре отбросил их назад. Преследуя отступающих, нормандцы глубоко увязли в позициях противника. В то же время из укрытия в центр нормандских войск ударили силы графа Мэна и герцога Бретани. Эта атака решила исход битвы: армия Роберта Куртгёза распалась на разрозненные отряды, часть бросилась в бегство, другие попали в плен или были уничтожены, а арьергард под командованием Роберта Беллемского покинул поле сражения. Спустя час после начала боевых действий битва была завершена полным разгромом войск Роберта Куртгёза. Сам герцог и Вильгельм де Мортен попали в плен, а вместе с ними и многие другие нормандские бароны и рыцари (в том числе Эдгар Этелинг, последний потомок англосаксонских монархов).

## Значение сражения
Битва при Теншбре стала решающим сражением в кампании Генриха I по завоеванию Нормандии. Сопротивление нормандских баронов было сломлено. Герцог Роберт Куртгёз попал в плен и до своей смерти в 1134 году оставался в английской тюрьме. Нормандия перешла под власть Генриха I, который 15 октября 1106 года был признан герцогом Нормандии. Это означало восстановление единства англонормандской монархии, основанной ещё Вильгельмом Завоевателем. Персональная уния Англии и Нормандии сохранялась до 1204 года.
Переход Нормандии под власть Генриха I означал резкое усиление центральной власти в герцогстве. Земли и замки, перешедшие под власть баронов в период правления Роберта Куртгёза, были возвращены в герцогский домен, значительно выросло налоговое бремя и эффективность фискальной и судебной администрации. Это вызывало недовольство местных феодалов, которые находили поддержку у правителей соседних государств (графа Анжу, короля Франции), обеспокоенных усилением английского короля. Это вынуждало Генриха I и его наследников держать в Нормандии значительные военные контингенты и все свои силы тратить на отражение внешней угрозы герцогству и подавление волнений среди баронов.